# Estación del Hospital de Cabueñes
La estación del Hospital de Cabueñes será una futura estación ferroviaria de carácter terminal destinada a cercanías que se situará en el entorno del Hospital de Cabueñes, parroquia homónima, Gijón, Asturias (España). Supondrá el fin de la línea C-1 de Cercanías Asturias y está originada dentro del proyecto del Metrotren. 

## Ubicación
La estación se ubicará al fin de la línea ferroviaria, en la parroquia de Cabueñes al noroeste del Hospital de Cabueñes y al norte del Tanatorio municipal. 

## Historia

### Origen
En el proyecto original del Metrotren, el trazado del túnel finalizaría en la estación de Bernueces, que no tendría función comercial, siendo realmente la última parada la estación de El Bibio. En las obras, ocurridas entre 2003 y 2006, se construye el túnel así como estas dos estaciones. Sin embargo, en junio de 2005 la ministra de fomento, Magdalena Álvarez, anuncia la prolongación de la estructura hasta Cabueñes, suponiendo la duplicación de la longitud total del túnel y dotando al proyecto de dos nuevas estaciones: la del Campus Universitario y la del Hospital de Cabueñes. Sin embargo, a partir de 2009 se cancelaría el proyecto por problemas económicos.

### Construcción y actualidad
A partir de 2019 se retoma el proyecto de ampliación publicando Adif en mayo de 2022 el informe de la construcción del túnel y de las dos estaciones. La excavación se hará mediante trincheras y tendrá un coste de 202 millones de euros.

## Descripción

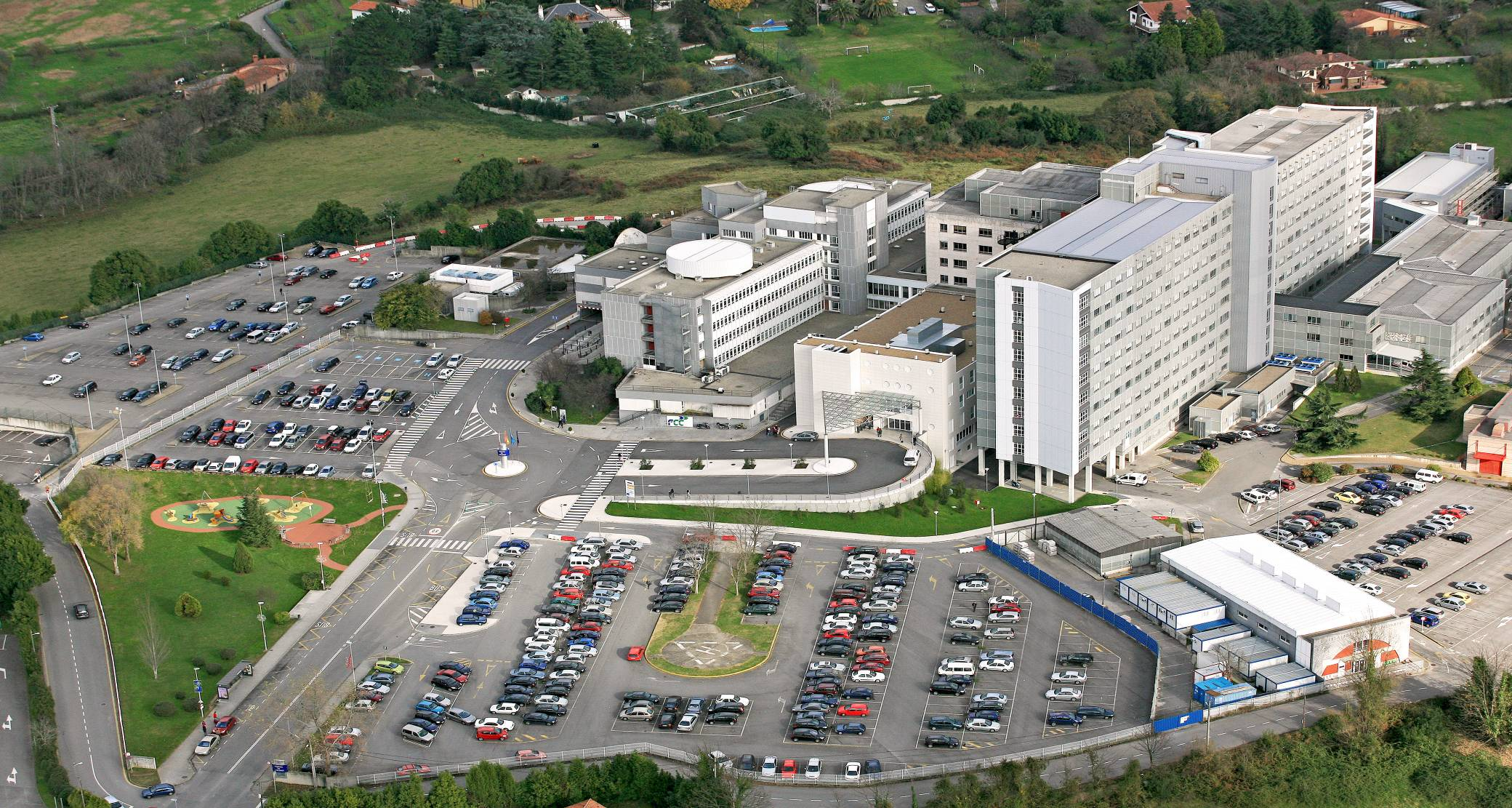
Se ubicará en la parte izquierda de la fotografía, al noroeste del Hospital.

Según los documentos diseñados por Acciona Ingeniería en agosto de 2021 y publicados por Adif en mayo de 2022, la estación tendrá dos andenes de 124 metros de largo y una anchura de unos 10 metros, estando en su parte este el acceso a los andenes debido a su situación terminal. A su vez, dicho acceso estará comunicado al exterior mediante un pasillo que desemboca en el parking del Hospital, a la altura de las transitadas paradas de autobús.

## Servicios
La estación únicamente acogerá a la línea C-1, de la que será su cabecera.
| << cabecera | < estación           | línea |
| ----------- | -------------------- | ----- |
| Intermodal  | Campus Universitario |       |